# Chapulco
Chapulco es una localidad del estado mexicano de Puebla. Es cabecera del municipio de Chapulco.

## Toponimia
El nombre de la localidad proviene de los términos en náhuatl chapollin, chapulín; co, lugar. Su nombre hace referencia a su ubicación cercana al cerro Chapoltzin. Su significado es «junto al cerro Chapoltzin».

## Demografía
| Gráfica de evolución demográfica |
|                                  |

| Censo | Población |
| ----- | --------- |
| 1900  | 2 174     |
| 1910  | 1 883     |
| 1921  | 1 656     |
| 1930  | 1 509     |
| 1940  | 1 172     |
| 1950  | 1 520     |
| 1960  | 1 511     |
| 1970  | 2 198     |
| 1980  | 1 980     |
| 1990  | 3 539     |
| 1995  | 3 155     |
| 2000  | 4 039     |
| 2005  | 4 846     |
| 2010  | 5 358     |
| 2020  | 6 536     |